# Xindian
Xindian (chiń. upr. 新店区; chiń. trad. 新店區; pinyin Xīndiàn qū; Wade-Giles Hsin-tien ch’ü; pe̍h-ōe-jī Sin-tiàm-khu) – dzielnica (chiń. 區, qū) miasta wydzielonego Nowe Tajpej na Tajwanie. Znajduje się w południowej części miasta.
Ośrodek przemysłowy. W latach 1956–1996 tymczasowa siedziba władz prowincji Fujian.
23 czerwca 2009 komitet przy Ministrze Spraw Wewnętrznych Republiki Chińskiej zarekomendował przekształcenie dotychczasowego powiatu Tajpej (chiń. trad. 臺北縣; pinyin Taibei xiàn) w miasto wydzielone; wszystkie miasta (chiń. 市, shì), jak Xindian, i gminy wchodzące w skład powiatu zostały przekształcone w dzielnice (chiń. 區, qū). Ustawa weszła w życie 25 grudnia 2010 roku.
Populacja dzielnicy Xindian w 2016 roku liczyła 301 168 mieszkańców – 155 950 kobiet i 145 218 mężczyzn. Liczba gospodarstw domowych wynosiła 125 213, co oznacza, że w jednym gospodarstwie zamieszkiwało średnio 2,41 osób.

## Demografia (2010–2016)
| Rok  | Liczba ludności | Gęstość zaludnienia | Kobiety | Mężczyźni | Gospodarstwa domowe |
| ---- | --------------- | ------------------- | ------- | --------- | ------------------- |
| 2010 | 296 411         | 2465                | 151 236 | 145 175   | 116 470             |
| 2011 | 296 581         | 2467                | 151 821 | 144 760   | 117 904             |
| 2012 | 297 637         | 2476                | 152 779 | 144 858   | 119 383             |
| 2013 | 299 017         | 2487                | 153 925 | 145 092   | 121 059             |
| 2014 | 299 730         | 2493                | 154 639 | 145 091   | 122 810             |
| 2015 | 300 267         | 2497                | 155 133 | 145 134   | 123 873             |
| 2016 | 301 168         | 2505                | 155 950 | 145 218   | 125 213             |

## Współpraca
Miejscowość partnerska:
- Tongeren, Belgia